# Ger van Westing
Gerardus Johannes Maria (Ger) van Westing (Wassenaar, 1964) is een Nederlands journalist.
Van Westing is eindredacteur bij het Nederlandse televisieprogramma NOVA. Eerder werkte hij bij Zembla, Impact en Achter het Nieuws als redacteur/verslaggever. Hij publiceerde met Ad van Liempt het boek Klem in de draaideur, over de ruzie tussen minister van Justitie Winnie Sorgdrager en de procureurs-generaal onder leiding van Arthur Docters van Leeuwen.
Sinds 1995 is Van Westing parttime verbonden aan de media-academie als docent tv-interview en tv-journalistiek.